# Taqwa Pinero
Taqwa Pinero, né Taquan Dean le  6 août 1983, à Red Bank, au New Jersey, est un joueur américain de basket-ball. Il évolue au poste d'arrière.

## Biographie
En octobre 2016, il change son nom de Taquan Dean en Taqwa Pinero, après avoir découvert lors d'un test ADN que son père ne l'était pas, adoptant finalement le nom de son père biologique et, s'étant converti à l'islam, choisit un prénom arabe,.

## Carrière amateur
Pinero étudie et joue au basket-ball pour le lycée de Neptune dans la localité de Neptune Township, New Jersey (en). ll s'engage ensuite pour l'université de Louisville où il évolue sous les ordres du célèbre Rick Pitino. Lors de sa meilleure saison statistique en 2005-2006, Pinero marque en moyenne 17,1 points, délivre 3,5 passes décisives et tire à 38 % à 3 points. La saison précédente il rentre 44,7% de ses tirs à trois points.
Il décide de ne pas se présenter à la draft NBA en 2005 et de jouer son année sénior pour Louisville. Malheureusement, touché à la cheville il effectue une saison en sortie de banc, faisant baisser sa côte auprès des scouts.
Il n'est pas sélectionné lors de la draft 2006.

## Carrière de dirigeant
En 2021, la communauté d'agglomération Pau Béarn Pyrénées vend ses parts dans l'Élan béarnais Pau-Lacq-Orthez à Counterpointe Sports Group, un groupe d'investisseurs américain dirigé par David Otto qui devient l'actionnaire majoritaire. Taqwa Pinero est à l'initiative de ce rapprochement, en signant une lettre aux noms de Jamal Mashburn et Rick Pitino (membres de Counterpointe) sans que ces derniers soient informés,. Il est nommé directeur général de l’Élan béarnais Pau-Lacq-Orthez le 13 mai 2022.
Sa nomination pose problème car Pinero affirme publiquement sa foi musulmane. Plusieurs dirigeants locaux mentionnent l'« origine catholique » du club et la  mauvaise perception de sa foi localement. La polémique sur la religion musulmane de Pinero prend de l'ampleur, impliquant François Bayrou, maire de Pau (la ville est l'un des principaux subventionnaires du club),, l'ex-président David Bonnemason-Carrère et l'entrepreneur Stéphane Carella.
En même temps se déroule une lutte pour le contrôle du club qui entraîne le retrait du groupe d'investisseurs américain. Pinero est licencié en août. Le motif invoqué par le président Bonnemason-Carrère pour ce licenciement est un « motif économique », critiquant aussi l'absence de Pinero au quotidien et considérant que les salariés du club considèrent Pinero comme incompétent. Le maire François Bayrou critiquant pour sa part le fait que Pinero ne parle pas français et parlant de « défense de la laïcité ». Mais Pinero considère qu'il est licencié en raison de sa foi musulmane et parle de « discrimination ». Audrey Sauret le remplace comme directrice générale du club,.